# Josbach (Daisbach)
Der Josbach ist ein etwas über 21⁄2 Kilometer langer Bach, der in den hessischen Landkreisen Rheingau-Taunus und Main-Taunus verläuft und ein nordnordwestlicher und linker Zufluss des Daisbachs ist.

## Geographie

### Verlauf
Der Josbach entspringt im Ortsteil Oberjosbach der Gemeinde Niedernhausen im Taunus. Er fließt südostwärts, durchläuft dabei gegen Ende den Ort Niederjosbach der Stadt Eppstein. Dort läuft er zuletzt in einer Verdolung unter der Bahnstraße, wonach er unter deren Flussbrücke von links in den Daisbach einmündet.

### Einzugsgebiet
Das 4,91 km² große Einzugsgebiet des Josbachs liegt im Naturraum Feldberg-Taunuskamm und wird durch ihn über den Daisbach, den Schwarzbach, den Main und den Rhein zur Nordsee entwässert.
Es grenzt
- im Nordosten und Osten an das Einzugsgebiet des Heimbachs, der in den Dattenbach mündet;
- im Osten an das des Dattenbachs direkt, der mit dem Daisbach zum Schwarzbach zusammenfließt;
- im Südwesten und Westen an das des Daisbach direkt und
- im Nordwesten an das des Seelbachs, der in den Daisbach mündet.

Der höchste Punkt mit etwa 512 m ü. NHN liegt am oberen Südwesthang des Nickels, dessen 517,3 m ü. NHN hoher Gipfel jedoch außerhalb des Einzugsgebiets liegt.